# Watarai
Watarai (度会町?) è una cittadina giapponese della prefettura di Mie.